# Gmelina lecomtei
Gmelina lecomtei là một loài thực vật có hoa trong họ Hoa môi. Loài này được Dop mô tả khoa học đầu tiên năm 1914 publ. 1915.